# Paralarinia denisi
Paralarinia denisi is een spinnensoort in de taxonomische indeling van de wielwebspinnen (Araneidae).
Het dier behoort tot het geslacht Paralarinia. De wetenschappelijke naam van de soort werd voor het eerst geldig gepubliceerd in 1938 door Roger de Lessert.